# 藍點赤鯛
藍點赤鯛為輻鰭魚綱鱸形目鱸亞目鯛科的其中一種，分布於東大西洋區，包括地中海、葡萄牙至安哥拉海域，棲息深度可達200公尺，體長可達90公分，棲息在岩石底質海域，屬肉食性，以貝類、魚類、軟體動物等為食，可做為食用魚及遊釣魚。